# Guatteria leiocarpa
Guatteria leiocarpa este o specie de plante angiosperme din genul Guatteria, familia Annonaceae, descrisă de Robert Elias Fries. Conform Catalogue of Life specia Guatteria leiocarpa nu are subspecii cunoscute.